# Vracháti
Vracháti, en grec moderne : Βραχάτι, est un village du dème de Vélo-Vócha, district régional de Corinthie, en Grèce.
Selon le recensement de 2011, la population du village s'élève à 3 338 habitants.